# Rabosa negra

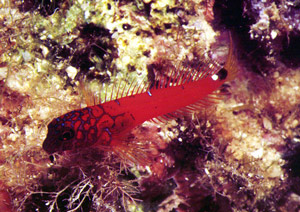
Rabosa negra

La rabosa negra (Lipophrys nigriceps) és una espècie de peix de la família dels blènnids i de l'ordre dels perciformes que es troba a la mar Mediterrània. És un peix marí que viu fins als 6 m de fondària.
Els mascles poden assolir 4,3 cm de longitud total.
És ovípar.